# 86 (число)
Вижте пояснителната страница за други значения на 86.
86 (осемдесет и шест) е естествено, цяло число, следващо 85 и предхождащо 87.
Осемдесет и шест с арабски цифри се записва „86“, а с римски цифри – „LXXXVI“. Числото 86 е съставено от две цифри от позиционните бройни системи – 8 (осем) и 6 (шест).

## Общи сведения
- 86 е четно число.
- 86 е атомният номер на елемента радон.
- 86-ият ден от годината е 27 март.
- 86 е година от Новата ера.